# Tom M. Apostol
Tom M. Apostol, all'anagrafe Tom Mike Apostol (Helper, 20 agosto 1923 – 8 maggio 2016), è stato un matematico e saggista statunitense, specializzato nella teoria analitica dei numeri.
È autore di diversi testi universitari che godono di una vasta notorietà, tradotti in varie lingue, tra cui il greco moderno, l'ebraico, il portoghese, il francese, lo spagnolo, il farsi e l'italiano.

## Biografia
Nato a Helper nello Utah da genitori di origine greca, Emmanouil Apostolopoulos e Efrosini Papathanasopoulos. Il nome di famiglia Apostolopoulos fu abbreviato dal padre quando ottenne la cittadinanza e americanizzò il suo nome in Mike Apostol.
Tom Apostol ha iniziato i suoi studi universitari all'Università di Washington, dove ha ricevuto il Bachelor of Science in ingegneria chimica e il Master's degree in matematica. Si è quindi trasferito all'Università della California a Berkeley, dove ha conseguito il PhD in matematica nel 1948. In seguito, ha proseguito la carriera accademica ottenendo posizioni di docente a Berkeley, presso il Massachusetts Institute of Technology e, infine, presso il California Institute of Technology, dove è divenuto professore emerito dopo il pensionamento nel 1992.
Nel campo della didattica della matematica, Apostol è conosciuto come creatore e animatore dell'iniziativa Project Mathematics!. Ha perorato e sostenuto l'approccio visuale al calcolo integrale, noto come Visual calculus, escogitato da Mamikon Mnatsakanian, con il quale ha pubblicato anche alcuni scritti.
Apostol ha inoltre preparato contenuti accademici per un'acclamata serie video di lezioni introduttive alla fisica, prodotte dal Caltech, The Mechanical Universe.
Il 20 febbraio 2001 è stato cooptato all'Accademia di Atene, dove ha tenuto la lectio magistralis inaugurale in greco, sul tema Un approccio visuale ai problemi del calcolo in uno stile che ricorda Archimede.

## Opere
- (EN) Tom M. Apostol, Mathematical Analysis: A modern approach to advanced calculus, Addison Wesley, 1974, ISBN 0-201-00288-4.
- (EN) Tom M. Apostol, Introduction to Analytic Number Theory, New York, Springer-Verlag, 1976, ISBN 0-387-90163-9.
- (EN) Tom M. Apostol, Modular Functions and Dirichlet Series in Number Theory, New York, Springer-Verlag, 1990, ISBN 0-387-90185-X.
- (EN) Tom M. Apostol, Calculus, Volume 1, One-Variable Calculus with an Introduction to Linear Algebra, Wiley, 1961, ISBN 0-471-00005-1.
- (EN) Tom M. Apostol, Calculus, Volume 2, Multi-Variable Calculus and Linear Algebra with Applications, Wiley, 1969, ISBN 0-471-00007-8.
- (EN) Tom M. Apostol, Steven C. Frautschi, Richard P. Olenick e David L. Goodstein, The Mechanical Universe: Mechanics and Heat, Advanced Edition, Cambridge University Press, 2008, ISBN 0-521-30432-6.

In italiano
- Tom M. Apostol, Calcolo, Volume 1. Analisi I, a cura di Alessandro Figà Talamanca; trad. di Dionisio Gallarati, Torino, Boringhieri, 1985, ISBN 88-339-5033-6.
- Tom M. Apostol, Calcolo, Volume 2. Geometria, a cura di Alessandro Figà Talamanca; trad. di Giunio Luzzatto, Anna Zappa e Francesco Ferro, Torino, Boringhieri, 1985, ISBN 88-339-5034-4.
- Tom M. Apostol, Calcolo, Volume 3. Analisi II, a cura di Alessandro Figà Talamanca, Torino, Boringhieri, 1985, ISBN 88-339-5071-9.
- Tom M. Apostol, Steven C. Frautschi, Richard P. Olenick e David L. Goodstein, L'universo meccanico - Meccanica e calore, Zanichelli, 1988, ISBN 978-88-08-06444-8.
- Tom M. Apostol, Richard P. Olenick e David L. Goodstein, Oltre l'universo meccanico. Dall'elettricità alla fisica moderna, Zanichelli, 1989, ISBN 978-88-08-13850-7.